# Barnim-Gymnasium Bernau
Das Barnim-Gymnasium Bernau (Eigenschreibweise barnim-gymnasium bernau) befindet sich nordwestlich von Bernau bei Berlin im Ortsteil Waldfrieden. Die Schule ist neben dem Paulus-Praetorius-Gymnasium  eines von zwei allgemeinbildenden Gymnasien in Bernau. Mit 1048 Schülerinnen und Schülern, die von 87 Lehrkräften (davon momentan 3 außer Dienst) und 3 Studienreferendaren unterrichtet werden, ist das Barnim-Gymnasium Bernau die zweitgrößte Schule Brandenburgs. Als Mitglied im MINT-EC-Netzwerk liegt der Fokus der Schule auf einer Ausbildung mit Schwerpunkt Mathematik, Informatik, Naturwissenschaften, Technik (MINT).
Der reguläre Übergang von der Grundschule auf das Gymnasium findet mit Beginn der 7. Klasse statt. Dabei kann als Schwerpunkt das MINT-Profil (M-Klasse) gewählt werden. Zudem gibt es die Möglichkeit, bereits zu Anfang der 5. Klasse eine Leistungs- und Begabungsklasse (LuBK) mit naturwissenschaftlichem Schwerpunkt (MINT) zu besuchen. Das Schulareal von etwa 8.500 m² ist Teil des Weltkulturerbes „Bauhaus-Denkmal Bundesschule Bernau“ und umfasst einen parkähnlichen Campus. Teil dieses Campus sind neben dem Barnim-Gymnasium auch das Oberstufenzentrum I Barnim und die Pflegeschule der Brandenburgklinik, deren Träger das Michels-Bildungsforum ist. Die Pflegeschule der Brandenburgklinik befindet sich in den historischen Gebäuden der Bundesschule des Allgemeinen Deutschen Gewerkschaftsbundes, die den Campus begründete. An den Campus schließt das Freibad Waldfrieden an, in dem die Schüler im Sommer schwimmen lernen können.

## Geschichte
Am 7. September 1998 wurde das Barnim-Gymnasium Bernau mit dem ersten kommissarischen Schulleiter Uwe Kosanke gegründet, der die Schule zwei Jahre lang leitete.
Im Schuljahr 2000/2001 übernahm Renate Brandenburg die Schulleitung und mit ihr kamen unterrichtsöffnende und praxisorientierte Innovationen. Die wichtigste Neuerung war die Einführung der Leistungsprofilklassen, die das Barnim-Gymnasium Bernau einzigartig im Landkreis Barnim machen. Außerdem führte sie die jährlichen Projekttage sowie weitere Aktivitäten ein, wie das naturwissenschaftliche Praktikum in Klasse 9, das Sportfest, den schulinternen Einsteinwettbewerb sowie die Frühförderung in Mathematik und Chemie.
Mit Ende des Schuljahres 2021/2022 ging Renate Brandenburg in den Ruhestand und ihr Stellvertreter Henning Juergens übernahm mit Beginn des folgenden Schuljahres 2022/23 bis zur Bestätigung eines neuen Direktors die Leitung.
Bis zum Ende des Jahres 2025 soll ein Erweiterungsbau mit 19 weiteren Unterrichtsräumen sowie ein neuer Speiseraum fertiggestellt werden. Dazu fand am 12. Juli 2024 der erste Spatenstich statt.

## Schulprofil

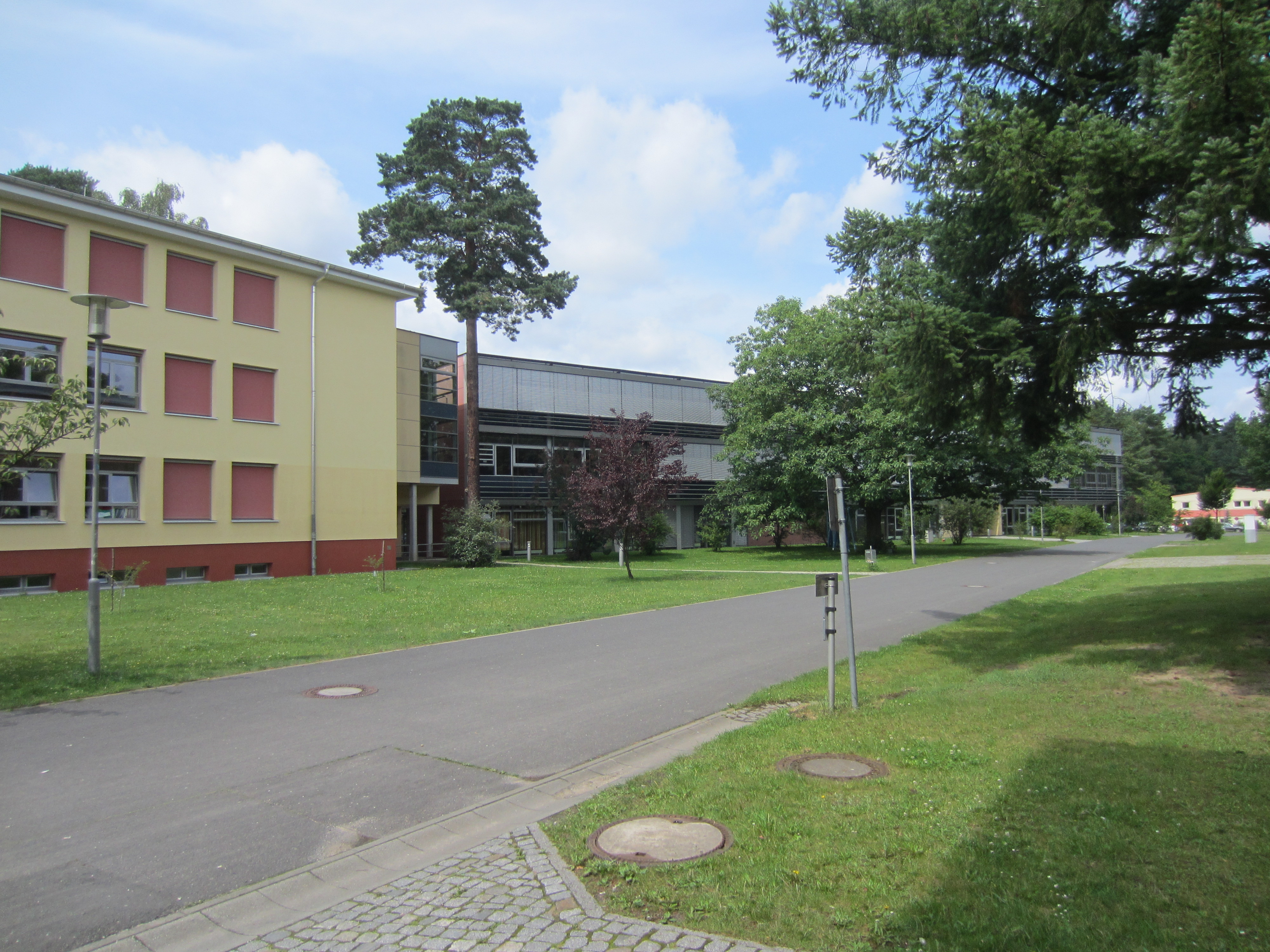
Rückansicht des Barnim-Gymnasium Bernau

Entsprechend dem Schulprofil erhalten die Schüler ein vertieftes Verständnis der Naturwissenschaften und nehmen an unterschiedlichen Olympiaden und Exkursionen in den Naturwissenschaften teil.
Zu den MINT-Klassen gehören insbesondere die MINT- und Leistungs-MINT-Klassen (M- und LM-Klassen). In diesen Profilklassen wird der Schulschwerpunkt in zusätzlichen Wochenstunden gefestigt und ausgeweitet. Zusätzlich nehmen diese Klassen an der Mathematikolympiade teil und besuchen bereits ab der siebenten Klasse den Chemieunterricht.
Eine weitere Besonderheit der Schule ist der obligatorische Informatikunterricht ab Jahrgangsstufe 5.
Nach Abschluss der zwölften Klasse besteht die Möglichkeit der Ausstellung eines MINT-EC-Zertifikates. Dieses wird in verschiedenen Stufen ausgestellt, abhängig von den erbrachten Leistungen und der Anzahl der absolvierten Wettbewerbe. MINT-Zertifikate können bei der späteren Arbeitssuche positive Auswirkungen haben. Zudem erhalten in einzelnen Fächern herausragende Abiturienten eine einjährige Mitgliedschaft in der entsprechenden naturwissenschaftlichen Vereinigung.
Am Barnim-Gymnasium Bernau kann neben der ersten Fremdsprache Englisch Latein oder Französisch als zweite bzw. dritte Fremdsprache gewählt werden. Außerdem muss man sich zwischen LER (Lebenskunde-Ethik-Religion) und Religion entscheiden. Das gewählte Fach muss bis zum Ende der 9. Klasse belegt werden (wechseln ist bedingt möglich). Außerdem wird noch für den sogenannten „Schwerpunktunterricht“ (SPU) ab Klasse 9 ein Fach gewählt, das zusätzliche Kenntnisse zu einem Unterrichtsfach vermittelt. Für Klasse 10, muss man sich für zwei von drei Fächern entscheiden. Zur Auswahl stehen Kunst, Musik und Informatik. LER, Religion und WAT (Wirtschaft-Arbeit-Technik) werden nur bis zum Ende der 9. Klasse unterrichtet.
In der 10. Klasse wählt man in Vorbereitung auf sein Abitur aus vorgegebenen Kombinationen eine aus, die dann die in der Sekundarstufe II zu besuchenden Kurse auf grundlegendem und erhöhtem Anforderungsniveau vorgibt. Deutsch, Englisch und Mathematik hat jeder Schüler automatisch auf erhöhtem Anforderungsniveau, aus Biologie, Physik, Chemie und Geographie müssen noch zwei weitere Kurse gewählt werden. Zusätzlich wählen die Schüler für die Sekundarstufe II sogenannte Seminarkurse, die zwei Stunden die Woche besucht werden und auf das Universitätsleben vorbereiten. Die Themen dieser Kurse variieren jedes Jahr, mehrfach verwendete Kurse sind Eventmanagement sowie Berufs- und Studienorientierung.
Ebenfalls relevant für das zukünftige Arbeitsleben ist in Jahrgang 11 das fakultative Betriebspraktikum und die Fachexkursion in Jahrgang 12.

## Partnerschulen
Als Teil des MINT-EC Netzwerkes sind nicht nur alle 338 weiteren MINT-EC Schulen in Deutschland Partnerschulen des Barnim-Gymnasium Bernau, sondern auch die deutsche Auslandsschule Istanbul Erkek Lisesi in der Türkei, die Deutsche Internationale Schule Washington D.C. in den USA, das österreichische Bundes- und Bundesrealgymnasium Gmunden, sowie die Deutsche Schule Quito in Ecuador und die deutsche Auslandsschule Ellinogermaniki Agogi in Pallini, Griechenland stellen internationale Partnerschulen dar.
Zusätzlich pflegt das Barnim-Gymnasium Bernau regelmäßigen Kontakt in Form von Schüleraustauschen zur St. Petri Skola in der Stadt Malmö in Schweden.

## Abschlüsse
Am Barnim-Gymnasium Bernau können sechs verschiedene Abschlüsse erreicht werden. Nach erfolgreichem Besuch der neunten Klasse erhält man den Hauptschulabschluss. Weiterhin ist mit Abschluss der 10. Klasse die erweiterte Berufsbildungsreife (EBR), der Realschulabschluss / die Fachoberschulreife (FOR) oder die Fachoberschulreife mit Berechtigung zum Besuch der gymnasialen Oberstufe möglich. Die allgemeine Hochschulreife (Abitur) wird nach erfolgreichem Absolvieren der Sekundarstufe II erreicht.

## Förderung und Arbeitsgemeinschaften
Um die individuellen Leistungen zu fördern, bietet das Gymnasium zusätzliche Förderung in verschiedenen Fächern an. Bereits Schüler der Jahrgangsstufen 4–6 können die Frühförderung in Mathematik und Chemie wahrnehmen.
Ebenso wird Förderunterricht für die Sekundarstufe I angeboten, wie z. B. in Englisch und Mathematik. Diese Zusatzstunden werden überwiegend von Lehrern, teilweise aber auch von Schülern geleitet.
Das Barnim-Gymnasium Bernau bietet zusätzliche außerschulische Nachmittagsaktivitäten, deren Teilnahme im Zeugnis bestätigt wird. Hierzu zählen die Arbeitsgemeinschaft „Bernau Digital“, die sich unter anderem sehr intensiv mit dem Bauhausdenkmal auf dem Campus beschäftigt. Im Lego-Mindstorms-Kurs erlernen die Schüler die Grundlagen der Robotik anhand von Lego-Robotern. Weiterhin gibt es einen Chor und einen Origami-Kurs.

## Wettbewerbe
Die Schüler des Gymnasiums nehmen an internationalen, regionalen und schulinternen Wettbewerben teil. Zu den internationalen Wettbewerben zählen die Big Challenge und der Känguru-Wettbewerb, zu den nationalen bzw. regionalen Wettbewerben der Biber-Wettbewerb und der Bernauer 24h-Lauf.
Zusätzlich gibt es auch schulinterne Wettbewerbe wie den Einstein-Wettbewerb oder den Spendenlauf, bei dem sich die Schüler selbst Spender organisieren und über dessen Einnahmen schulinterne Projekte finanziert werden. Weiterhin bietet das Barnim-Gymnasium Bernau den Vorlesewettbewerb sowie weitere naturwissenschaftliche Wettbewerbe an.

## Ausstattung
Jeder Raum ist mit interaktiven Whiteboards und diverser Tafel- und Lernsoftware für modernes Lernen versehen. Zusätzlich gibt es mehrere Laptopwagen, die jeweils für eine Klasse bzw. einen Kurs durch die Lehrer ausleihbar sind.

## Fahrten
Neben Exkursionen und Klassenfahrten bietet die Schule jährlich den Schwedenaustausch, das Snowcamp und die Londonfahrt an.
Das Snowcamp ist ein 8-tägiger Ausflug in die Skiregion Hochoetz. Hier bieten die (Sport)lehrer Ski- und Snowboardkurse an.
Der Schüleraustausch mit der St. Petri Skola in der Stadt Malmö soll die Eigenständigkeit, das Verantwortungsbewusstsein und die multikulturelle Sensibilisierung der Schüler fördern.

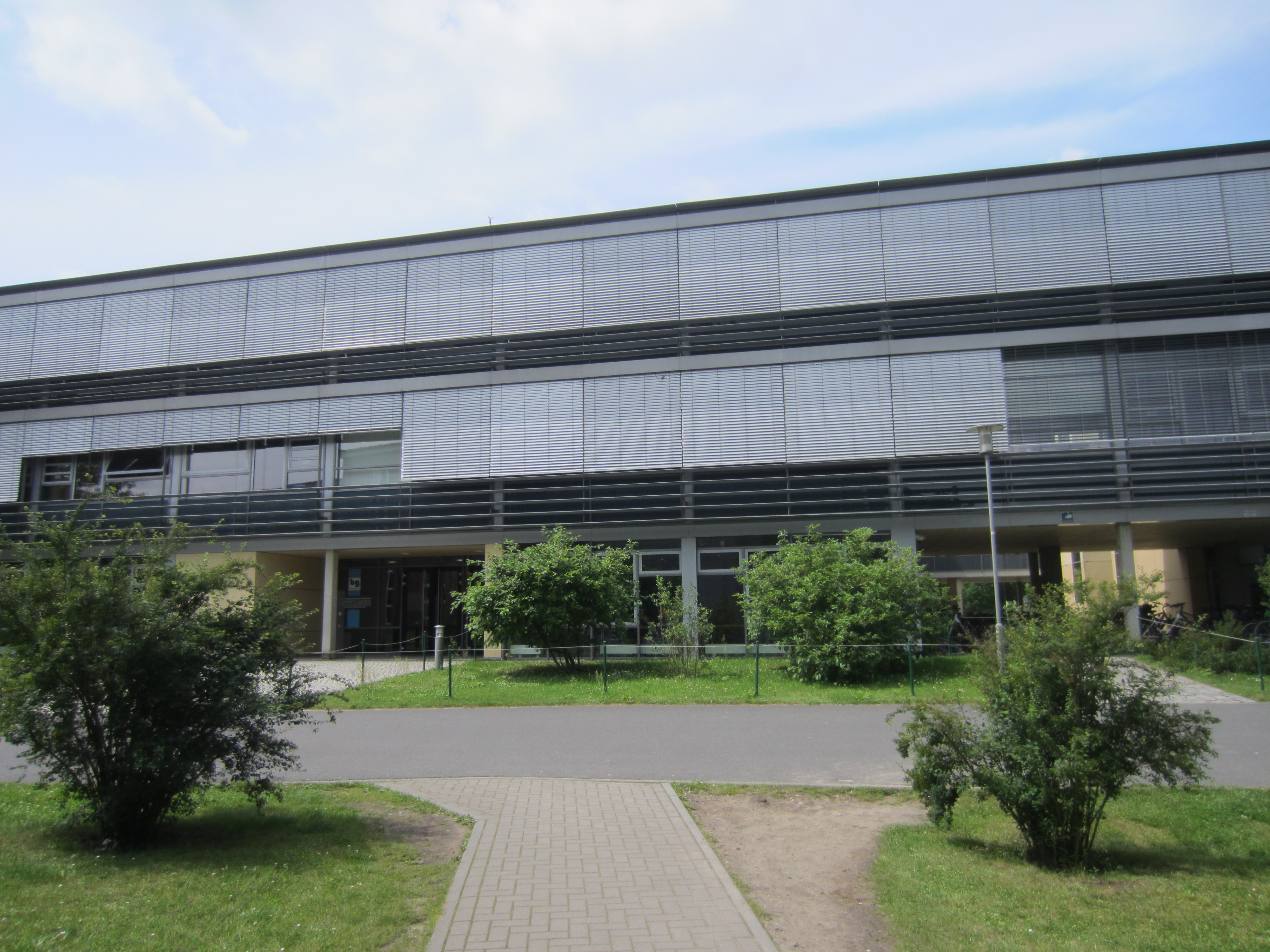
Barnim-Gymnasium Bernau

## Förderverein
Der Förderverein wurde im Jahr 2001 gegründet und dient  der Umsetzung von Projekten und der Unterstützung der Schule bei Veranstaltungen und Präsentationen im öffentlichen Leben. Er finanziert sich über die Beiträge der Mitglieder (Firmen, Eltern, Lehrer, Schüler, Ehemalige) und über Spenden. Damit werden schulische Höhepunkte, wie zum Beispiel das Sommerfest, unterstützt, aber auch die Teilnahme an schulinternen, regionalen, nationalen und internationalen Wettbewerben. Außerdem verwaltet der Förderverein die Erlöse aus dem Spendenlauf und schulische Gelder für den WAT-Unterricht und das Hausaufgabenheft. Des Weiteren arbeitet er mit der Elternvertretung und der Schule zusammen, damit die Gelder im Sinne der Schüler eingesetzt werden. Im Jahr 2025 beträgt die Mitgliederzahl ca. 375 Personen.

## Spendenlauf
Der Spendenlauf am Barnim-Gymnasium wurde im Jahr 2011 von Schülern der Sekundarstufe 2 ins Leben gerufen und war von der Grundidee so angelegt, dass die Schüler sich Spender aus der Familie, dem Bekanntenkreis oder Firmen aus der Umgebung suchen, die entweder einen festen Betrag für eine Mindestanzahl angelaufenen Runden spenden oder pro Runde eine Summe festlegen. Der Spendenlauf wird seitdem sehr erfolgreich durchgeführt, die erlaufenen Beträge steigen seitdem in jedem Jahr weiter an und betrugen im Jahr 2024 insgesamt 39.022 Euro. Der Förderverein des barnim-gymnasium bernau e.V. ist rechtlicher Eigentümer und Verwalter des Geldes des Spendenlaufes und stellt auf Verlangen der Spender Spendenbescheinigungen aus. Den Schülern wird vom Förderverein erlaubt, über die Verwendung des Geldes mitzuentscheiden. Es sollen jedoch 30 % des erlaufenen Geldes karitativen Zwecken gespendet werden. Der Förderverein prüft bei Vorschlägen der Schüler, ob diese Vorschläge der Gemeinnützigkeit entsprechen und ob das Geld gut investiert ist.